# Фридрих Вильгельм Гессен-Кассельский
Фридрих Вильгельм, принц Гессен-Кассель-Румпенхаймский (нем. Friedrich Wilhelm (II.) Georg Adolf von Hessen-Kassel-Rumpenheim; 26 ноября 1820, Кассель — 14 октября 1884, Франкфурт-на-Майне) — единственный сын Вильгельма, ландграфа Гессен-Кассель-Румпенхаймского (1787—1867), и Шарлотты Ольденбургской. Супруг великой княжны Александры Николаевны.

## Биография
Фридрих Вильгельм родился в Германии 26 ноября 1820 года в семье ландграфа Вильгельма Гессен-Кассельского. Получил высшее образование в Боннском университете. Готовился к военной карьере. Являлся претендентом на два престола: на трон Гессен-Касселя (по отцу) и трон Дании (по матери).
Генерал-майор гусар датской армии. 28 июня 1840 г. награждён датским Орденом Слона.

### Первый брак

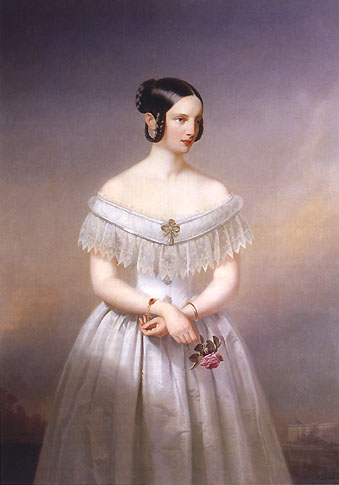
Великая княжна Александра Николаевна, первая жена принца

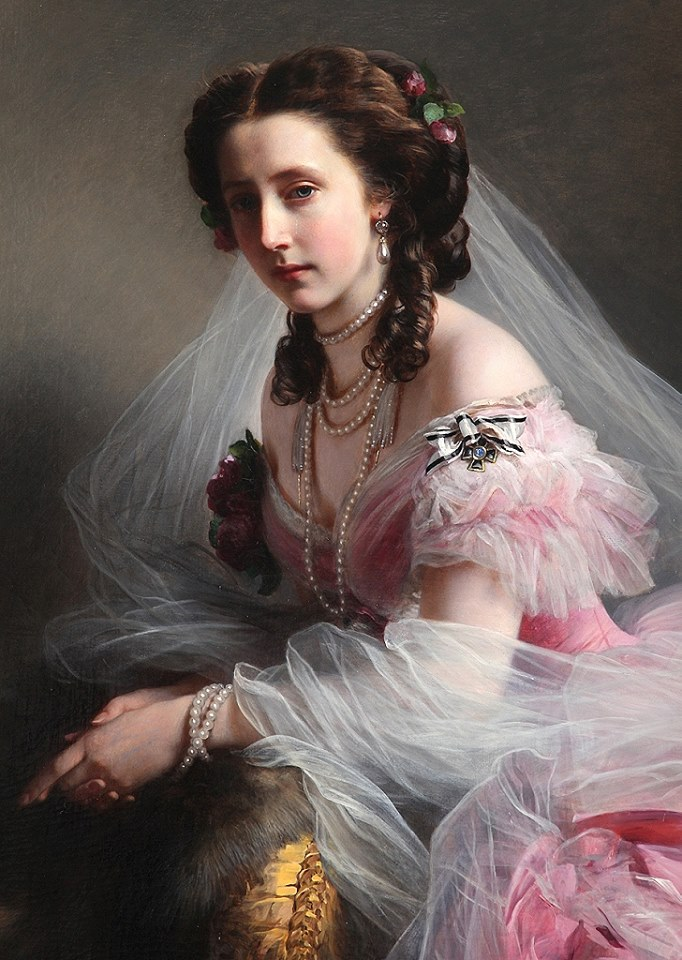
Принцесса Мария Анна Прусская, вторая жена принца

Летом 1843 года император Николай I пригласил сына ландграфа Вильгельма, наследника датского престола посетить Россию. Несколько недель принц Фридрих Вильгельм гостил в Петергофе, где царская семья обычно проводила летние месяцы. Там он познакомился и подружился с восемнадцатилетней Александрой, младшей дочерью императорской четы. Девушка произвела на него неотразимое впечатление не только обаянием и богатством души, но и своим чудесным голосом. Александра прекрасно пела и брала уроки пения у итальянского маэстро. Принц Гессен-Кассельский попросил её руки и получил согласие великой княжны. Не возражали и родители Александры, хотя знали, что ей придётся жить в Дании, с которой Россия того времени не имела никаких близких родственных связей. Бракосочетание было назначено на январь следующего года. Молодые люди должны были на время расстаться.
Когда Фридрих Вильгельм незадолго до свадьбы приехал в Санкт-Петербург, он заметил перемену в своей невесте — на лице появилась болезненная бледность, часто слышался кашель. Однако это не явилось причиной, чтобы откладывать венчание. Свадьба состоялась 16(28) января 1844 года в Санкт-Петербурге. После свадьбы молодые не покинули Россию, как предполагалось раньше, а временно поселились в Зимнем дворце. Княгиня ожидала ребёнка, и императрица Александра Фёдоровна хотела, чтобы дочь была поближе к матери.
1 июля 1843 года был награждён орденом Св. Андрея Первозванного с алмазами.
Однако супружескому счастью не дано было длиться долго. Болезнь Александры быстро прогрессировала. 29 июля 1844 года у супругов родился сын Вильгельм, который прожил после появления на свет всего 90 минут. Через пять с половиной часов  скончалась и Александра Николаевна.
После похорон, состоявшихся в Петербурге, овдовевший принц Гессен-Кассельский покинул Россию.
Гусар. В 1878 г. был награждён Орденом Святого Георгия IV степени (списки).

### Второй брак
В 1853 году Фридрих Вильгельм женился второй раз — на принцессе Марии Анне Прусской (1836—1918). От этого брака родились:
- Фридрих Вильгельм Гессенский (1854—1888), титулярный ландграф Гессен-Кассельский (1884—1888), не женат, бездетен, погиб во время морского путешествия, упав за борт.
- Елизавета Александра (1861—1955), муж с 1884 года наследный принц Леопольд Ангальтский (1855—1886), дочь Антуанетта Ангальтская.
- Александр Фридрих (1863—1945), титулярный ландграф Гессен-Кассельский (1888—1925), женат морганатическим браком на баронессе Гизеле Штокхорнер фон Штарайн, фрейлине Хильды Люксембургской, брак бездетный.
- Фридрих Карл (1868—1940), король Финляндии в 1918 году, в браке с Маргаритой Прусской, титулярный ландграф Гессен-Кассельский (1925—1940), 6 детей.
- Мария Поликсена (1872—1882) — умерла в юности.
- Сибилла Маргарита[нем.] (1877—1953), муж (1898—1923) барон Фридрих фон Винке (1867—1925), 2 сыновей: Барон Итель-Йобст фон Винке (1899—1973) и Барон Альфам-Дитрих фон Винке (1903—1966).

## Претендент
Вскоре после отъезда Фридриха из России вопрос о наследовании датского престола был пересмотрен. После смерти короля Кристиана VIII в январе 1848 года на престол вступил его сын Фредерик VII. Потом началась война с Пруссией, во время которой Учредительное собрание в Копенгагене приняло либеральную конституцию, монархия пошатнулась. В 1852 году был принят протокол о престолонаследии в пользу представителя младшей ветви принца Кристиана Глюксбургского, женатого на принцессе Луизе Гессен-Кассельской.

## Последние годы
Всю оставшуюся жизнь Фридрих Вильгельм провёл в Германии. В 1867 году после смерти отца унаследовал титул ландграфа Гессен-Кассельского. Умер Фридрих Вильгельм 14 октября 1884 года во Франкфурте-на-Майне.